# テレビのツボ
『テレビのツボ』は、1992年10月6日（5日深夜）から1995年9月30日（29日深夜）まで毎日放送で放送されていた情報バラエティ番組である。全715回。毎週月曜深夜から金曜深夜の週5日間、大阪うめだ花月シアター（後のうめだ花月）からの生放送。
この項目では、1995年10月7日（6日深夜）から1996年3月23日（22日深夜）まで同局で放送されていた後継番組『週刊テレビのツボ』（しゅうかんテレビのツボ）についても触れる。

## 概要

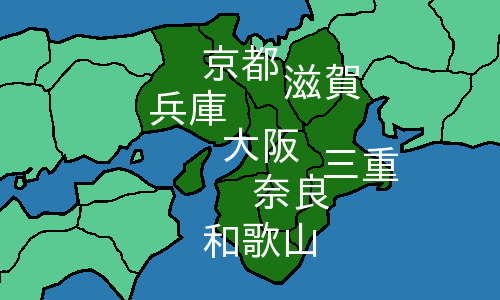
近畿地方

近畿地方で放送される全てのテレビ番組の中から面白視聴ポイント（ツボ）を探し出し、それらを面白おかしく紹介していた関西ローカルの深夜番組である。それを通じて、改めて視聴者にテレビ視聴の面白さに気付いてもらおうというのが基本コンセプトとして存在していた。視聴者からは「テレツボ」という愛称で呼ばれて親しまれていた。
この番組は、毎日放送の自社製作番組やTBSからのネット受け番組のみならず、他系列局が放送する番組も題材に取り上げていた。そのため、いつしか各放送局間の橋渡しに一役買う存在となっていた。実際、他局の番組制作関係者や広報担当者たちもたびたびこの番組にゲスト出演していた。しかし、他局の番組をネタにするにあたって該当番組の録画VTRを使用すると映像の著作権等の問題が発生してくるため、これに関してはその状況を描いたフリップを使いながら出演者に説明させるという、低予算番組であることを逆手に取った手法でどうにかクリアしていた。この番組が持っていた「無局籍」なスタンスは、その後も毎日放送の自社製作番組群に受け継がれている。2000年以降の例としては朝の情報番組『あん!』があり、同番組も一部のコーナーで他局の番組の考察や視聴率ランキングの発表などを行っていた。
番組は週5日間の帯で放送されていたが、深夜のローカル番組ということもあって毎日放送から与えられる制作予算は非常に限られていた。番組内での公表によれば、当初の制作予算は1回の放送につき50万円で、司会を務めていたぜんじろうの1か月分のギャラは88,888円（源泉徴収税を引いた後の手取り金額は8万円）だったという。そのような中にありながらも展開していた企画内容の斬新さは視聴者から高く評価され、深夜帯ながら視聴率が10%を超えることもあった。また、視聴者に自らが見つけたネタをハガキやFAXで投稿するよう募集を掛けてはそれらを積極的に紹介したり、毎日放送社長賞を受賞した時にもその賞金を番組イベントの参加者たちに配布するグッズの原資に充てるなど、視聴者・ファンを大事にする姿勢を明確にしていた。
番組は3年間にわたって放送され続けたが、全国ネット番組の仕事が増え始めていたぜんじろうが東京へ転居することが決まっていたこともあり、1995年9月30日（29日深夜）放送分をもって一旦終了。その翌月からは『テレビのおもうツボ』という枠を新設し、月曜から木曜まではリポーターがビデオカメラで撮影してきた映像を基にトークをする新番組『ビデリンが行く!』（司会：ベイブルース高山）を、金曜にはテレツボの縮小版『週刊テレビのツボ』（司会：ぜんじろう、藤岡久美子）を放送するようになった。
なお、番組タイトルにある「の」の文字は、実際のタイトルロゴにおいては左右反転した形（鏡文字）で表記されていた。これは『週刊テレビのツボ』でも同様である。

## 放送時間

### テレビのツボ
- 火曜 - 金曜 0:50 - 1:50 （月曜深夜 - 木曜深夜）、土曜 0:20 - 1:50 （金曜深夜、1992年10月 - 1994年2月）
- 火曜 - 金曜 0:53 - 1:53 （月曜深夜 - 木曜深夜）、土曜 0:20 - 1:50 （金曜深夜、1994年3月 - 1995年3月） - このほか、1993年10月にも2週間ほど同時間帯で放送されていた時期がある。
- 火曜 - 金曜 0:50 - 1:50 （月曜深夜 - 木曜深夜）、土曜 0:50 - 1:50 （金曜深夜、1995年4月 - 1995年9月） - 『エリアコードドラマ06』の放送開始に伴い、金曜の放送枠が60分に縮小。

### 週刊テレビのツボ
- 土曜 0:50 - 2:20 （金曜深夜、1995年10月7日 - 1996年3月23日） - 週に1回の放送に縮小。

## 出演者
レギュラー陣およびコーナーレギュラー陣のみを挙げる。番組本編においてはぜんじろうと大桃美代子、もしくはぜんじろうと藤岡久美子のペアで進行するのが通例だったが、番組イベントにおいてはぜんじろう・大桃・藤岡の3人が揃った状態で行われることが多かった。

### レギュラー
ぜんじろう
この番組の司会者で、週5日間毎日出演していた。番組の進行中に話が脱線すると、おかんの話や自分の中学・高校時代の話などに逸れることが多かった。司会に起用された理由は、「（番組を始めるにあたって司会を誰にするかで）うめだ花月に一番近いところに住んでいる芸人だったから選ばれた」とぜんじろう自身が番組内で語っていた。また、実際にうめだ花月まで自転車で来ていたとも語っている。放送中期以降のテレツボでは、スタジオにぜんじろう顔の巨大なカマキリのバルーンが鎮座していた。
大桃美代子
月曜・火曜・水曜担当のアシスタント。彼女がメインを務めたコーナーに「大桃美代子の教育テレビでエデュケーション」がある。また、時折チャンネル君たちと一緒にマライア・キャリーの「恋人たちのクリスマス」などを歌う自身の特別コーナーを設けてもらっていた。意外なところでマニアックな知識を持っており、放送中期火曜の「KING OF THE BATTLE」のコーナーで『機動戦士ガンダム』のモビルスーツの絵柄が入ったグラスを手に取った瞬間、「あ、ゲルググとかがいるー」と発言したことがある。彼女をモチーフにしたスタジオセットのバルーンは、大きな目とテレツボのロゴマークが付いた桃の実。
藤岡久美子
木曜・金曜担当のアシスタントで、テレツボの縮小版『週刊テレビのツボ』にも引き続き出演していた。大桃とはまた違うタイプの庶民的ないじられキャラで、ぜんじろうからよく私生活でのエピソードや『宵待5』でのエピソードを番組トークのネタにされていた。彼女がメインを務めたコーナーに「藤岡久美子の打って、勝って、ロッテ」がある。放送初期においてはウェーブが掛かったロングヘアで、アップスタイルにしていることも多かったが、放送中期からはストレートヘアのショートになった。彼女をモチーフにしたスタジオセットのバルーンは、唇とほくろが特徴的な黄色いカエル。

### その他の主な出演者
チャンネル君
「きょうのテレビのツボ」のコーナーで各局放送番組のツボネタを報告していたアルバイトスタッフたち。このコーナーで報告するツボネタを調達してくるのもチャンネル君たちの仕事で、関西で放送される全てのテレビ番組の中から本番での報告に耐えうるだけのツボネタを探し出すため、放送当日日付変更前の早朝（オープニングの時間帯）から23時頃まで担当チャンネルを見続けるという生活を送っていた。メンバーは曜日ごとに異なる上に、先のコーナーでの担当チャンネルも各人に振り分けられていたため、大勢の若者たちが籍を置いていた。また、女性も多かった。チャンネル君たちは春と秋の改編期を目処にメンバーの入れ替えが行われていたが、中には番組スタート時から終了時まで在籍していた者もいる。
放送作家
この番組の構成を担当していた5人の放送作家たちは、たびたび「今日の特集」のコーナーに出演しては自ら業界ネタを発表していた。また、月曜担当の小林仁は自らが手掛けていた月曜の「テレツボ遣唐使」にも出演。そして、水曜担当の内木場秀樹と金曜担当の吉村智樹は「KING OF THE BATTLE スペシャル」の回に参加者としてエントリーし、非常にマニアックな所持品の数々で後述の渡辺享やリットン調査団の藤原光博らとバトルを繰り広げた。その他の放送作家についてはスタッフの節を参照。
イラストレーター
「きょうのテレビのツボ」や「今日の特集」のコーナーで使うフリップのイラストや、スタジオセットの背景画などを担当していた5人のイラストレーターたち。このうち、木曜担当のD・K・ウラヂ（現・浦地思久理）は「今日の特集」のコーナーに出演し、自ら業界ネタのレポートを行っていた。その他のイラストレーターについてはスタッフの節を参照。
前塚厚志
金曜の「週間視聴率カウントダウン50」のコーナーに出演していたナレーター。同コーナーに「カウントダウンアナウンサー」という肩書きで出演し、週間視聴率上位50位以内にランクインした番組のタイトルと視聴率を読み上げていた。詳細は週間視聴率カウントダウン50の節を参照。
ダンスィンのお兄さん
放送初期金曜の「レッツ！ファンタジックダンスィン」のコーナーに出演していた体操のお兄さんで、演じていたのは番組ディレクターの武田浩治である。毎回赤い帽子とオーバーオールを身に付けて登場し、ぜんじろうたちと一緒に番組のオリジナルソング「魔法のリモコン」に合わせてダンスィンをしていた。同コーナーの終了後は番組内で見ることはなくなったが、後に大阪天神祭で行われた番組イベントで再登場し、屋形船（奉拝船）の同乗者たちの前でダンスィンを披露した。その他、最終回などの節目となる回で再登場した。
渡辺享（わたなべ とおる）
極楽ファクトリーという会社の社長を務めていた青年で、1993年2月20日（19日深夜）放送分の「今日の特集」のコーナーで初登場。その後、放送中期火曜の「KING OF THE BATTLE」のコーナーに一般参加者として参戦し、所持品バトルで連勝を重ねた。アニメや特撮に関しては非常にマニアックな知識を持っており、「KING OF THE BATTLE」のコーナーで披露した所持品も「魔法使いサリーの着せ替え本」「おはよう!スパンクの子供用ミシン」「西城秀樹のテナーサックスのプラモデル」とマニアックなものばかりだった。その知識を買われ、同コーナーの終了後に始まった「テレツボ博物館」ではコーナーレギュラーになっていた。後頭部で束ねた長髪と眼鏡が特徴的であった。
ノイズファクトリー
たびたびこの番組に出演していた音楽バンド。「今日の特集」のコーナーに一度出演をした後、放送中期金曜の「ノイズのCMファクトリー」のコーナーを担当するようになった。また、後にリリースした楽曲がテレツボ放送末期のオープニングテーマに採用された。

## スタッフ

### テレビのツボ
- 構成：小林仁（月曜）、上室尚子（火曜）、内木場秀樹（水曜）、桝野幸宏（木曜）、吉村智樹（金曜）
- イラスト：曽我聡子（月曜）、犬島由香（火曜）、日名寿和子（水曜）、D・K・ウラヂ（木曜）、中西らつ子（金曜）
- タイトル：五荘千尋[8]
- 協力：吉本興業、ウエルカム、すくらんぶる、エックスワン、エル・アップ、東通企画、SAプロ（サウンドエースプロダクション）
- 企画・製作：MBS放送研究会
  - プロデューサー：増谷勝己、浜田尊弘[9]、西原かなえ[10]
  - ディレクター：鎌迫敏弘、武田浩治、高橋章良、坂井克行、田中将徳、織田真介、杉浦徹、横田一、浜田尊弘[9]
  - FD （フロアディレクター）：柄雄彦、松本光司、横田一、北野裕隆、西澤和也
- 製作・著作：毎日放送

### 週刊テレビのツボ
- 構成：桝野幸宏、瀬川だいぞう
- イラスト：中西らつ子
- 協力：吉本興業、エルアップ、スクランブル、MBS企画、スタッフ21
- 企画・制作：増谷勝己、浜田尊弘、武田浩治、西原かなえ、横田一、重信好輝、池端美紀
- 製作・著作：毎日放送

## 主な放送内容
番組は週5日間毎日行われるレギュラーコーナーと、曜日ごとに企画内容が変わるコーナーによって構成されていた。特別企画の実施日を除き、おおむね以下の順に放送されていた。
- 予告編（24:53から放送されていた時期のみ）
- オープニングトーク〜きのうの視聴率ベスト10〜タイトルコール〜提供クレジット
- きょうのテレビのツボ
- 今日の特集
- 週間視聴率カウントダウン50 （金曜のみ）
- 曜日ごとの企画コーナー（金曜のみ2コーナー実施）
- エンディング〜提供クレジット

### きのうの視聴率ベスト10
ぜんじろうたちレギュラー陣が、スタジオ中央のモニターに映し出される前日の関西地区の視聴率データを見ながら寸評をしていたコーナーで、オープニングトークに切りをつけてから「テレビの！」「ツボ！」とタイトルコールをするまでの間に行われていた。コーナータイトルが示す通り、殆どの期間においては視聴率上位10位までの番組を対象にしていたが、放送初期においては上位5位までの番組が対象で、コーナータイトルも「きのうの視聴率ベスト5」だった。
ランキングのデータには、ビデオリサーチ社が毎日放送に提供する視聴率データを用いていた。また、翌日にテレツボが放送されない金曜と土曜の視聴率に関しては、翌週月曜の放送でまとめて発表していた。その代わり、日曜の視聴率の発表は無かった。放送日が祝日だったなどの理由によりビデオリサーチ社からの調査結果が手に入らない場合には、「長寿番組ベスト10」など別のランキングに差し替えていた。
ちなみに、毎日放送の情報番組『ちちんぷいぷい』が2006年8月7日放送分から行っていた「きのうの視聴率」のコーナーは、これのリメイク版である。

### きょうのテレビのツボ
ぜんじろうたちレギュラー陣とアルバイトスタッフのチャンネル君たちが、日付変更前の時間帯に放送されたテレビ番組の中から特に面白いと感じたツボネタを報告していたコーナー。
まずコーナー冒頭で行われていたのはぜんじろうたちによる報告で、彼らが新聞テレビ欄の拡大コピーを貼りつけたボードを見ながらいくつかの小さなツボネタの報告を行っていた。そして、ぜんじろうたちによる報告が終わった後にコーナージングルが流れ、チャンネル君たちによる報告パートへ移るというのがこのコーナーのおおよその流れだった。この冒頭の報告パートは、金曜のみぜんじろうたちがクロマキー合成された巨大なテレビ欄の上を移動し、そこに立っているふりをしながらツボネタの報告をするという趣向が凝らされていた。
続くチャンネル君たちによる報告パートでは、彼らが各自担当する在阪テレビ局（NHK大阪放送局、毎日放送、朝日放送、関西テレビ、読売テレビ、テレビ大阪）6局の放送番組の中から見つけたツボネタをぜんじろうたちに報告していた（テレビ大阪の番組の報告は金曜のみ）。チャンネル君たちの立ち位置および報告用のセットが置かれていた場所はカメラの視野外で、スタジオ中央に立つぜんじろうたちとの会話のやり取りは基本的にモニターを通じて行われていた。その間、ぜんじろうたちはモニターを通じて伝えられるチャンネル君たちの報告を聞きながら感心コメントやツッコミコメントを入れたり、さらに話を膨らませたりしていた。前述の理由により、ツボネタの報告に該当シーンの録画VTRを使うことはできなかったため、代わりにその日の担当イラストレーターにそのシーンをフリップに描いてもらい、それらを使いながら口頭で巧みに、感情豊かにチャンネル君たちに状況説明させるという手法を採っていた。
以上が1993年4月以降のこのコーナーの流れであるが、番組スタート時はやや主旨が異なっていた。その当時はスタジオ中央に置かれた巨大な箱の中にチャンネル君たちが入って待機し、各自出番が回ってきたら外へ出てぜんじろうたちにツボネタを報告するというスタイルで行われていた。このセットにはテレビ画面をイメージした人数分の穴がくり抜かれており、穴それぞれの最上部には「2 NHK」「4 MBS」などと書かれていた。チャンネル君たちが穴から顔を出してじっと出番を待っている様子がいかにも深夜のローカル番組といった趣だったが、このセットを使ってのツボネタの報告は半年ほどで終わり、以後は前述のスタイルで行われるようになった。
また、このコーナーでは視聴者が見つけたツボネタの投稿ハガキやFAXを紹介することもあり、採用者にはテレツボ特製ステッカーを進呈していた。金曜には、チャンネル君たちがツボネタの報告に用いるフリップの中に1つだけ故意に混入させた小ネタが何だったのかを指摘する「ツボ探しクイズ」という企画も実施していた。そして放送中期からは、チャンネル君たちがCM移行前のわずかな時間を使って小さなツボネタを紹介するミニコーナー「テレビのへぇ〜」も行うようにもなった（放送末期では「今日のちょいツボ」と題して実施）。
なお、後にテレビ朝日で放送されたバラエティ番組『虎の門』が、テレツボのこのコーナーをそっくりそのまま真似た「一週間テレビガイド」というコーナーを実施していたことがある。

### 今日の特集
テレビ番組の制作関係者やテレビ番組への出演経験のある芸能人などをゲストに迎え、彼らにテレビが産み出した流行や番組制作の裏事情などについてレポートしてもらっていたコーナー。ゲストを招いていない日には、テレツボのスタッフやチャンネル君たちが持ち回りでこれを担当した。このコーナーもやはり録画VTRを使うことができないため、担当者は説明用のボードとフリップを使って説明していた。
以下に挙げるのは、このコーナーで実際に伝えられたレポートとその担当者の例である。
- 新聞のラジオ・テレビ欄を読む（東野博昭）
- 実写子供番組・キカイダー研究（吉村智樹）
- 映画解説者の解説（伊藤えん魔）
- 私をスキーに連れてってとトラック野郎は同じコンセプト（上田信彦）
- 司会者は何故イエーと言うか（桝野幸宏）
- チャンネルを変えさせるな！CM5秒前の攻防（仲谷暢之）
- 東京ローカルCMのツボ（藤原ヒロユキ）
- 日本音楽シーンとダンスの地位（牧野エミ）
- ヒーローを彩った熱い雄叫び（水木一郎）
- 今からでも間に合う家なき子（小林仁）
- 特撮ヒーローモノ・マヌケ悪役列伝（渡辺享）
- 愛しの宇津井健（竹内義和）
- 背中で語る（モノマネつき）名脇役の魅力（いぶし銀にほれた男テント[13]）
- 元祖うたのお兄さん田中星児（尻谷よしひろ）

番組改編期には在阪民放テレビ局の広報担当者たちを集め、このコーナーで各局一押しの新番組を宣伝してもらっていた。また夏休み特別企画として、このコーナーを一般の高校生にやってもらう企画を立てて希望者を募ったこともある。

### 週間視聴率カウントダウン50
前週金曜からその週の木曜までに関西で放送された全てのテレビ番組の中から、視聴率上位50位までにランクインした番組のタイトルと視聴率を読み上げていたコーナー。このコーナーには前塚厚志が「カウントダウンアナウンサー」という肩書きで出演していたほか、番組ディレクターが「解説委員」という肩書きで出演していた。前塚は要所要所で小ネタを挿みつつも、莫大な量のカウントダウンを立て板に水で読み上げていた。
年末の放送では、関西地区の年間視聴率上位50位に入った番組のカウントダウンも行っていた。

### 曜日ごとの企画コーナー
曜日ごとに企画内容が変わるコーナーで、各曜日担当の5人の放送作家たちが手腕を奮いあいながらさまざまな企画を展開していた。メインコーナーの1つではあったものの、時間が押し迫っていた時にはコーナーに割ける時間が短縮されたり、コーナーそのものがカットされたりしていた。
いずれの曜日においても、1クール（3か月ごと）もしくは2クール（半年ごと）を目処に新企画への移行が行われていた。
月曜
テレツボ遣唐使
テレツボのロゴマークが入った壺を視聴者の人脈を通じて西へ西へと手渡ししていき、最終的に上海まで送ろうという企画。このコーナーには、月曜担当の放送作家・小林仁も出演していた。
火曜
KING OF THE BATTLE
アニメ・特撮分野のマニア同士がスタジオで各自秘蔵のコレクションを披露しあっていた勝ち抜き戦企画。勝敗はぜんじろうと大桃の審査によって決められていたが、最終的にはぜんじろうの判断に全て委ねられていた。後に、放送時間の大半を使ってのスペシャル企画「KING OF THE BATTLE スペシャル」も実施した。この企画に参加した人物についてはその他の主な出演者の節を参照。
テレツボ博物館
視聴者から寄せられたさまざまなマニアグッズに対し、ぜんじろうたちレギュラー陣と鑑定員の渡辺享が判定を下していたコーナー。良好な結果が出れば、そのグッズは博物館のコレクション入りという形で保存された。このコーナーにおいてもやはり最終的な判断はぜんじろうに委ねられていた。なお、コレクション入りをしたグッズは、企画の終了後に持ち主の下へと返却されている。
水曜
大桃美代子の教育テレビでエデュケーション
大桃がNHK教育テレビの番組を紹介していたコーナー。
ぜんじろうのスポーツ大王宣言！
ぜんじろうと大桃が毎回さまざまなスポーツに挑戦する模様を放送していたコーナー。徳島県までマリンフィッシングをしに行った回では、VTR収録当日の番組にゲストで出演していたオール阪神がロケ先まで同行していた。
TV怪人!?二十面相
視聴者がテレビ番組やCMで目にして気になっている人物の詳細を番組側でリサーチし、その結果をぜんじろうと大桃が伝えて解決するというコーナー。
木曜
撮れ撮れピチピチ ハイ！チーズ！
視聴者が旅先で見つけた有名人と一緒に撮った写真を紹介していたコーナーで、写真はスタジオセットのボードに貼られて展示されていた。どこかのイベント会場でモモレンジャー・ミドレンジャーと撮った写真や、ぜんじろうのおとん「ゼンチチ」と撮った写真が送られてくることもあった。
テレビの鉄人
ぜんじろうが視聴者と電話を繋いでクイズ対決をしていたコーナーで、藤岡が出題するテレビ番組を題材にしたクイズに早押しで答えていた。クイズのお題は、企画実施日日付変更前の時間帯に放送された特定の番組群の中から選ばれていた。
藤岡久美子の打って、勝って、ロッテ
藤岡を立派な千葉ロッテマリーンズファンに仕立てていくことを目的にしたコーナー。このコーナーの実施を機に、藤岡は本格的にロッテのファンになった。
金曜
レッツ！ファンタジックダンスィン
ぜんじろうと藤岡がダンスィンのお兄さんと一緒にスタジオでダンスィンをする幼児向け番組風のコーナー。バックにチベットなど世界各地の映像がクロマキーで映し出される中、ぜんじろうたちは番組のオリジナルソング「魔法のリモコン」に合わせてダンスィンをしていた。なお、「魔法のリモコン」の歌詞とダンスィンの振り付けは毎回同じではなく、バックに流す映像に合わせて変化が付けられていた。
テレビのチュボ
「こんなテレビがあったらいいな」をテーマに描いた各家庭の子供たちの絵を紹介していたコーナーで、ぜんじろうと藤岡がその絵に対してさまざまなツッコミコメントを入れていた。コーナーのラストでは、展示された4枚の中からぜんじろうたちが特に心惹かれた物を1枚選び、その絵の送り主にテレツボ特製クレパスを進呈していた。ただし、これは業者に発注して造らせた物ではなく、市販のクレパスに金曜担当のイラストレーターが描いたカバーを箱上面からラッピングしただけの物だった。
テ・レヴィ・ノ・ツヴォ〜ン
ぜんじろうと藤岡が視聴者から寄せられたツボネタハガキを基にトークをしていたコーナーで、2人はオープンカフェ風のスタジオセットの椅子に腰掛けながらコーナーを進行していた。このコーナーで使われていた椅子とテーブルは、後継コーナーの「ヒットワードパレード」でもそのまま使われていた。
ノイズのCMファクトリー
著名なCMソングをノイズファクトリーによる生演奏とトークで楽しんでいたコーナー。
未確認放送番組 UHF
新聞テレビ欄に掲載される独立UHF局の番組表を拡大コピーして展示し、U局編成番組独特の笑いのツボを探し出していたコーナー。関西のU局のほかに、近畿2府4県の周辺地域に当たる福井県・岐阜県・三重県・鳥取県・岡山県・香川県・徳島県の放送局も話題にしていたが、この場合に限ってはU局以外も対象にしていた。
ヒットワードパレード
ぜんじろうと藤岡が昔テレビ番組の中で盛んに使われた流行語をテーマにトークをしていたコーナー。毎回五十音のうちの1文字をテーマに挙げていき、その1文字を頭文字に冠する流行語を話題にしていた。例えばその回におけるテーマが「る」であれば、「ルビーの指環」「ルイルイ」「ルービックキューブ」を取り上げた。コーナーのラストでは、チャンネル君たちが視聴者からの投稿ハガキとFAXを貼りつけたボードをスタジオへ運び込み、それらを1枚1枚ぜんじろうが読み上げていた。

### エンディング
エンディングではその日の出演者全員が揃って出演し、ぜんじろうが彼らとフリートークをしながらうめだ花月で催される興行の告知をしたり、「今日の特集」のコーナーに出演したゲストの宣伝告知をしたりしていた。また、木曜には視聴者から寄せられた質問ハガキやFAXにぜんじろうが答える「ぜんじろうのテレビリサーチ」というコーナーを（大半の週では時間の関係でカットされていたが）、金曜には「マル金（丸囲みに金と表記）プレゼント」という視聴者プレゼントコーナーを実施していた。

## 番組イベント

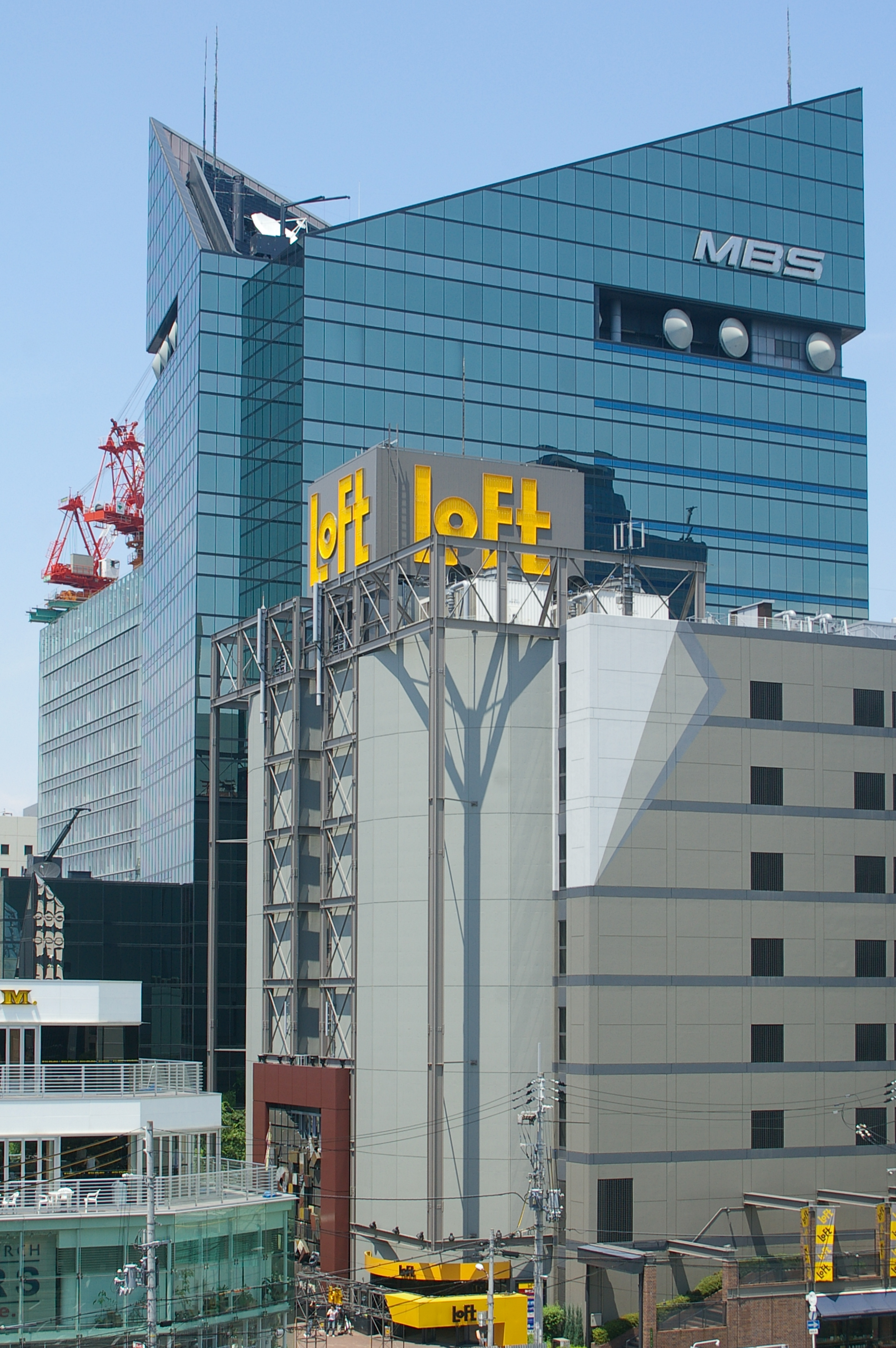
たびたびイベント参加者たちの行列が出来ていた毎日放送本社周辺地域（茶屋町）

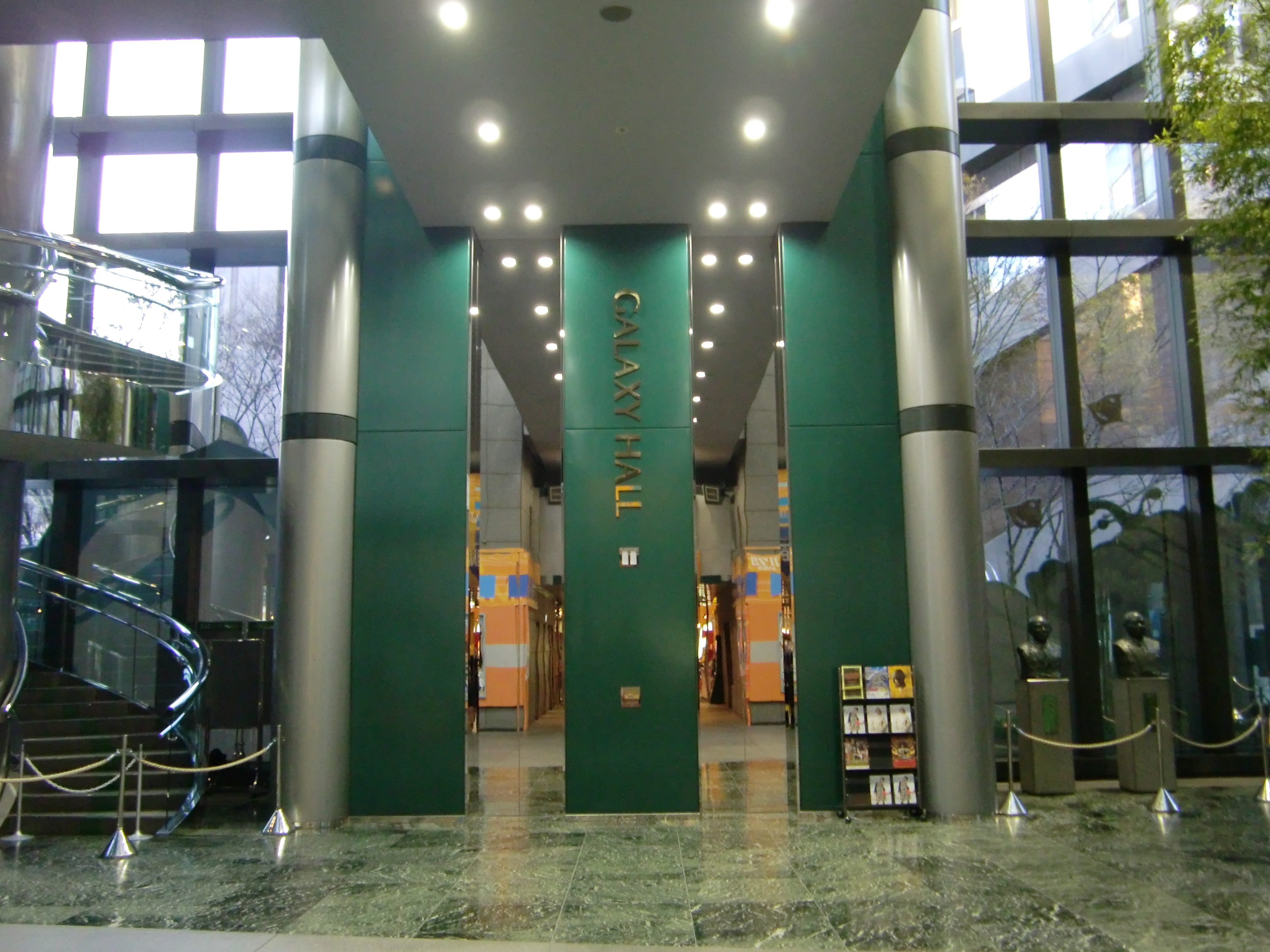
番組グッズの配布会場に使われていた毎日放送本社旧ギャラクシーホールエントランス

この番組は放送期間中、関西各地でさまざまなイベントを開催していた。
パチステ交換会
イベント当日に各自不要になったステッカーを何でも1枚会場まで持っていくと、「パチステ」という名の特製ステッカーと交換してもらえるという企画。1992年11月21日に実施。パチステとはテレツボのロゴマークの「の」の字が裏返っていないパチモン（偽物）のステッカーのことで、発注先の印刷会社が「の」の字を正しい向きに直してしまったために出来たものである。イベント当日に集めたステッカーは、「きょうのテレビのツボ」のコーナーでチャンネル君たちがツボネタの報告をする際に映る背景の壁に貼られ、セットの一部として使われた。
チャリステキャンペーン
事前にぜんじろうたちが告知した地域の公共駐輪場に黄色いリボンを付けた自転車を停めておくと、巡回したスタッフからテレツボ特製自転車用ネームステッカーを貼ってもらえるという企画。大阪のラジオ局・FM802のバンパーステッカーをヒントに企画されたキャンペーンで、1992年12月5日から1993年5月1日まで繰り返し行われていた。
お兄さんの出張ダンスィン週間
ダンスィンのお兄さんが関西各地を回り、「魔法のリモコン」ダンスィンを広めていた企画。1993年3月22日から3月25日までの4日間、お兄さんとスタッフは保育園や卒業式が行われている中学校などを回った。
西川キーぼ〜ん 小さなことからコツコツとコンテスト
旅先でテレツボのロゴマークとともに撮った写真をイベント会場まで持っていくと、テレツボ特製キーホルダーと交換してもらえるという企画。近畿2府4県以外の地方にもテレツボの名を広めていこうというコンセプトで行われたキャンペーンで、現地でテレツボの宣伝をしてくることを条件とした。イベント当日に集めた写真は、パチステ交換会で収集したステッカーと同様に「きょうのテレビのツボ」のコーナーで映る背景の壁に貼られた。
天神祭 屋形船船上ミニライブ
1993年度の大阪天神祭で、テレツボの巨大な電飾ロゴマークが据え付けられた毎日放送の屋形船が登場。大阪の夏の夜空の下、屋形船に同乗していたテレツボレギュラー陣とダンスィンのお兄さんによる船上ミニライブが開かれた。その模様は、同年7月27日（26日深夜）に番組内で放送されたVTRを通じて伝えられた。
ヤケステキャンペーン
事前にぜんじろうたちが告知した場所まで黄色い物を何でも1つ持参していくと、巡回したスタッフからテレツボ特製クリアシールを体に貼ってもらえるという企画。それによって出来た日焼けがテレツボの宣伝になるということで企画された。1994年7月9日から5回にわたって実施。同年7月23日に滋賀県の近江舞子水泳場で行われた回は、7月26日（25日深夜）に番組内でその模様を収めたVTRが放送された。
なべっさん手袋配布会
今宮戎神社や西宮神社などで行われるえべっさん（十日戎）にちなんだイベントで、鍋を何でも1つイベント会場まで持参していくだけでテレツボ特製手袋を貰えた。しかし、このイベントには3,000人あまりの参加者たちが押し寄せたために途中で手袋の在庫が切れてしまい、残りの参加者たちにはいつものステッカーを配布することになった。

## 関連メディア

### 関連書籍・CD
テレビのツボ
（1993年8月11日発売、編集：毎日放送テレビ制作局、発行：プラザ、発売：青心社、ISBN 4-87892-043-2）
「今日の特集」のコーナーに出演したゲストとスタッフによるテレビ考察記事、放送初期に出演したチャンネル君たちのプロフィール、番組の広報活動などを掲載した本。巻頭には、ハガキやFAXの採用時に贈られていた物とは異なるデザインのステッカーが付属している。関西の書店ではベストセラーとなった。
恋の海パンブギ
（1993年12月22日発売、レーベル：BMG JAPAN、BVDR-227）
曜日ごとの視聴率を競う企画の罰ゲームから生まれたCDで、この企画で最下位になった水曜担当の男性スタッフ3人が歌う「恋の海パンブギ」と、「レッツ！ファンタジックダンスィン」のコーナーで使用していた「魔法のリモコン」を収録している。歌ったスタッフ3人は、どこへ行くのにも水着姿の「海パンず」というユニットを組まされ、朝日放送の情報番組『おはよう朝日です』の歌のコーナーにも水着姿で出演した。また、このユニットは写真週刊誌にも取り上げられた。

### 関連番組
屋台の目ぇ
平日16時台に放送されていた情報バラエティ番組。テレツボレギュラー陣にベイブルースほか日替わりレギュラー陣を加えたメンバー構成で、スタッフもテレツボのそれとほぼ同じメンバーだった。
ゲームのツボ
水曜深夜に不定期で数回放送されたテレビゲーム情報番組で、テレツボ水曜と同様にぜんじろうと大桃が司会を務めていた。ゲストには毎回たけし軍団所属のタレント勢を招き、彼らとともに発売前のゲームソフトのプロモーション映像を見ながらトークを繰り広げていた。プロモーション映像の放送中に流れるナレーションは、毎日放送アナウンサーの松井愛が担当。毎日放送が同名のゲーム展示会をマイドームおおさかで開催するにあたって企画したタイアップ番組で、放送第1回のみ『ゲームの目ぇ』というタイトルで放送された。

## テーマ曲
いずれも『テレビのツボ』時代のテーマ曲。『週刊テレビのツボ』時代のテーマ曲のタイトルは不明。

### オープニングテーマ
- START （福山雅治）
- BABY BABY （福山雅治）
- IN MY HEART （福山雅治）
- ダンスしないか（福山雅治）
- 当って砕けろ（NOISE FACTORY） - 採用当初は原題通りの曲名紹介テロップが入っていたが、後に「当たって砕けろ」と送り仮名を修正したテロップが入るようになった。

### コーナージングル・コーナーBGM
- ゴー・ウエスト（ザ・ドリフターズ、「テレツボ遣唐使」のコーナー）
- らんま1/2音楽道場 来日！謎の中国娘（「テレツボ遣唐使」のコーナー）
- らんま1/2音楽の鉄人編 川井憲次名曲EXTENDEDバージョン集 作品#4 （川井憲次、「ぜんじろうのスポーツ大王宣言！」のコーナー）
- かに道楽のCMソング（デューク・エイセス、「撮れ撮れピチピチ ハイ！チーズ！」のコーナー）
- UFO （ピンク・レディー、「未確認放送番組 UHF」のコーナー）
- ザ・ヒットパレードのテーマ（すぎやまこういち、「ヒットワードパレード」のコーナー）
- ほか

### CMアイキャッチテーマ
- 曲名不詳曲＋裸のままで（スピッツ）のサンプリング
- 裸のままで（スピッツ）
- ほか

### エンディング提供クレジットテーマ
- 大阪ラプソディー（海原千里・万里）
- ほか

## エピソード

### 出演者
- この番組に、藤井隆がチャンネル君として出演していたことがある。藤井は番組が放送中期に差しかかる1993年9月頃まで在籍し、その間NHKと毎日放送を担当していた。ちなみに、この当時の藤井は両眉毛が繋がっていた。
- 歴代オープニングテーマソングを歌った福山雅治が番組にゲストで訪れたことがある。
- 「西川キーぼ〜ん 小さなことからコツコツとコンテスト」を、自分のことを宣伝してくれているキャンペーンだと勘違いした西川きよしが番組にお礼を言いに来ようとしたことがある。しかし、当時参議院議員だったきよしは国会への出席で大阪を離れていたため、当日は娘のかの子が代理で出演した。
- ぜんじろうが女装をし、大桃が男装をして出演した回がある。
- スタジオに来場できるのは事前に出演許可を出した人物と番組制作関係者のみだったが、一度だけ番組とは何の関係も無い一般人が生放送中のスタジオに乱入してきたことがある[6]。

### 企画
- 「視聴率を測定する機械は本当にあるのか」という話が出た際に、既に停波で砂嵐状態になっていた12ch（関西におけるNHK教育テレビのチャンネル）に2分間チャンネルを合わせるよう視聴者にリクエストしたところ、砂嵐状態であるにもかかわらず確かに視聴率が一時確認された。ちなみに、この実験は読売テレビの『EXテレビ』火曜の実験企画でも同様に行われ、視聴率の記録が確認されたことがある。
- 1993年2月11日（10日深夜）放送分でテストパターン（カラーバー）の特集をした際には、同日深夜の毎日放送でテレツボのロゴマーク入りのテストパターンが1分間だけ放送された[16]。その間、番組のオープニングテーマに使われていた福山雅治の「START」が流れた。
- 関西ローカルであるこの番組を富士山頂でも受信できるかどうかを検証するため、現地でアンテナやテレビなどを運びながら登山をしたこともある。結果は受信成功。
- フジテレビの『タモリのボキャブラ天国』に「テレビのツボ」のペンネームを使って投稿しようと視聴者に呼びかけたところ、ボキャ天に同一ペンネームでの投稿が殺到した。この企画で1人はネタが採用されたものの、それ以来ボキャ天はペンネームおよび匿名での投稿を禁止するようになった。その後、ボキャ天の放送作家・高橋洋二がゲスト出演した際に、確かに「テレビのツボ」というペンネームでの投稿が多数来た時はあったが、この企画がボキャ天のペンネームおよび匿名禁止措置の直接の原因になったのではないことが明かされた。ネタは単なるダジャレではダメで時事ネタやヒット曲にちなんだネタが採用されやすい事も明かしていた。
- テレツボが3DOハードでテレビゲーム化されるという話があったが、結局発売には至らなかった。水曜担当の放送作家・内木場秀樹が「今日の特集」のコーナー出演時にした話によると、プレイヤーが毎日放送のプロデューサーになってタレントとスタッフをかき集め、制作予算が無い中で金をやり繰りしながら番組を育てていき、全国区に進出することを目標とするゲームを想定していたということである。予定していたタイトルは『テレビのツボ 迷プロデューサー伝説』で、『マイコンBASICマガジン』1995年11月号のとじ込み付録「スーパーソフト・ホット・インフォメーション」[17]及び『3DO MAGAZINE』1995年11・12月合併号に付属の作品紹介CD-ROMではアドベンチャーゲームに分類されていた。
- 火曜の放送開始前の時間帯に放送されていた『新・たかじんが来るぞ』では、「テレビのドツボ」というパロディ企画が行われていた。

### 番組終了以後のエピソード
- 番組自体が低予算ということもあって、毎日放送にはこの番組の公式の記録VTRがほとんど存在しない。そのため、過去の番組の映像を流す際には、スタッフの1人が市販のビデオデッキで3倍モードで録画していたVHSビデオを素材に用いていた。しかし、このビデオは後にテレビ放送に耐えない画質・音質であるとして、毎日放送の幹部から使用自粛令が出て使われなくなった。
  - ただし、毎日放送が2022年11月から月曜日の未明（日曜日の深夜）に月1回程度編成している『発掘!アーカイブ探検隊』（同局で過去に放送された番組の再放送を本放送に近い体裁で実施する深夜番組）では、上岡龍太郎（ぜんじろうの師匠）が芸能界引退後の2023年5月19日に81歳で死去したことを受けて、同年6月19日未明の放送分で上岡への追悼特別企画を実施。ぜんじろうがスタンダップ・コメディアンとしての公演で滞在中のインドから「リモート方式」で収録に出演していたことから、当番組の概要を古川圭子（当番組が放送されていた1993年に中途採用扱いで毎日放送へ入社したアナウンサー）のナレーションと（同局で保管しているVTRの）アーカイブ映像で紹介した。さらに、『テレビのツボスペシャル』（1992年12月25日放送）のアーカイブ映像から、「ツボ・オブ・ザ・イヤー」（当番組の宣伝に最も大きく貢献した人物を1年単位で表彰する企画）の候補に選ばれていた上岡をぜんじろうが楽屋で直撃したインタビュー映像を特別に放送[18]。上岡が「ツボ・オブ・ザ・イヤー」の候補に選ばれたのは、当時レギュラーで進行していた在阪他局のテレビ番組（読売テレビ制作分の『EXテレビ』や朝日放送の『探偵!ナイトスクープ』）を通じて当番組のPRに協力していたことによるもので、ぜんじろうからのインタビューに際しては当番組と大桃のファンであることを明かしている。
- 藤井隆が出演していた時期の映像は、TBSの『あらびき団』2008年4月9日放送分やNHKの『ミュージック・ポートレイト』2012年6月8日放送分で放送されたことがある。『あらびき団』では、藤井がかつて大桃が出演していたNHKの『クイズ日本人の質問』を紹介する時の映像が放送されたが、その映像では藤井以外の出演者にモザイク処理が施されていた。
- 神奈川県横浜市にある放送ライブラリーには、1992年度の年末スペシャル（前述）の映像が保存されている[19]。